# Entwicklungsökonomie
Dieser Artikel wurde aufgrund inhaltlicher und/oder formaler Mängel auf der Qualitätssicherungsseite des Portals Wirtschaft eingetragen. 
Du kannst helfen, indem du die dort genannten Mängel beseitigst oder dich an der Diskussion beteiligst.
Entwicklungsökonomie oder Entwicklungsökonomik bezeichnet jenen Teil der Volkswirtschaftslehre, der sich mit Entwicklungsunterschieden einzelner Volkswirtschaften beschäftigt. Das Hauptaugenmerk liegt dabei auf Entwicklungsländern, wirtschaftlichen Gründen für ihre Unterentwicklung (Entwicklungstheorie) und Empfehlungen für eine Entwicklungspolitik.

## Grundlegendes
Die heutige Definition von Entwicklung rückt i. d. R. von reinen wirtschaftlichen Kennzahlen (wie bspw. Volkseinkommen, Wachstum, Verteilung) ab und berücksichtigt auch sozio-ökonomische Faktoren, wie Analphabetenquote, Kindersterblichkeit und Bildungsgrad.
Bei den Ursachen wirtschaftlicher Unterentwicklung wird zwischen endogenen (im Land selbst liegenden) und exogenen (von außen bestimmten) Gründen unterschieden.
Entwicklungsökonomie umfasst sowohl eine makroökonomische als auch eine mikroökonomische Betrachtung. Während sich die makroökonomische Sicht mit langfristigem Wirtschaftswachstum und strukturellen Veränderungen im Wachstumsprozess beschäftigt, behandelt die mikroökonomische Sicht Anreizprobleme auf der Ebene einzelner Haushalte und Unternehmen.
Entwicklungsökonomie beschäftigt sich auch mit institutionellen Fragestellungen, wie der nach den Funktionen der Weltbank und des IWF (Internationaler Währungsfonds). Ein besonderes Thema sind Gescheiterte Staaten (failed states), die Ursachen für deren Scheitern und Ansätze zur Überwindung dieser Situation.

## Wichtige Vertreter
Wichtige Vertreter, geordnet nach dem Erscheinungsjahr ihres wichtigsten Beitrages zur Entwicklungsökonomie, sind:
- Paul Rosenstein-Rodan (1902–1985): Seine Studie Problems of the Industrialisation of Eastern and South-Eastern Europe von 1943 war nach Ansicht des Entwicklungsökonomen Hans-Heinrich Bass das „wohl erste Werk der Subdisziplin der Entwicklungsökonomie überhaupt“.[1] Rosenstein-Rodan vertrat die These, dass die unkoordinierten privaten Sektoren durch die Aufgabe der Stimulierung des Wachstums überfordert sei. Die notwendige Komplementarität der Entwicklung von Industrien und die Möglichkeit von Skalenerträgen eine Entwicklungsstrategie erfordere eine staatsinduzierte, großangelegte Industrialisierung (big push in Rosenstein-Rodans Diktion von 1957) erforderten, verbunden mit langfristig orientierter staatlicher Planung. Rosenstein-Rodan war daher auch ein Vertreter der entwicklungsökonomischen Strategie des gleichgewichtigen Wachstums (Balanced Growth).
- Raúl Prebisch (1901–1986): Die von dem Argentinier Prebisch in den Jahren 1949 (spanisch) und 1950 (englisch) veröffentlichte Schrift The Economic Development of Latin America and its Principal Problems (sowie Hans Singers für die UN verfasste Schrift Postwar Price Relation Between Underdeveloped and Industrialized Countries, 1949) argumentierte, dass es im Welthandel zu einer säkularen Verschlechterung der Terms of Trade der Entwicklungsländer komme (Prebisch-Singer-These).
- Ragnar Nurkse (1907–1959): Seine Schrift Problems of Capital Formation in Underdeveloped Countries von 1953 stellte das Konzept des Teufelskreises der Armut als Ursache wirtschaftlicher Rückständigkeit in den Mittelpunkt der Analyse. Zur Überwindung der strukturellen Armut argumentierte Nurkse ebenfalls für die Konzepte der Big-Push Industrialisierung und des gleichgewichtigen Wachstums (Balanced Growth).[2]
- Sir William Arthur Lewis (1915–1991): Der Brite beschrieb in einem 1954 erschienenen Artikel, Economic Development with Unlimited Supplies of Labour modellhaft eine duale Wirtschaft.[3] Er verwies auf die Dualität des Marktes in Entwicklungsländern zwischen einem traditionellen Agrarsektor und einem modernen Industriesektor (Lewis-Modell). Lewis erhielt den Alfred-Nobel-Gedächtnispreis für Wirtschaftswissenschaften.
- Walt Whitman Rostow (1916–2003): Der US-amerikanische Ökonom lieferte mit dem Buch The Stages of Economic Growth: A Noncommunist Manifesto von 1960 einen Beitrag zur Modernisierungstheorie.

Zeitgenössische Vertreter der Entwicklungsökonomie sind (in alphabetischer Reihenfolge):
- Irma Adelman (1930–2017), Professorin am Department of Agricultural and Resource Economics der University of California, Berkeley, entwickelte 1984 in ihrem Aufsatz Beyond Export-Led Growth die Strategie einer von der Nachfrage der Landwirtschaft getragenen (nachholenden) Industrialisierung (agricultural-demand led industrialization).
- Daron Acemoğlu, Professor für angewandte Ökonomik am Massachusetts Institute of Technology, verweist auf schlechte institutionelle Rahmenbedingungen als einen Hauptgrund für die Unterschiede im Grad der wirtschaftlichen Entwicklung zwischen verschiedenen ehemaligen Kolonien (vgl. The colonial origins of comparative development).
- Abhjit Banerjee, indischer Ökonom am Massachusetts Institute of Technology, Empfänger des Alfred-Nobel-Gedächtnispreis für Wirtschaftswissenschaften 2019 zusammen mit seiner Ehefrau Esther Duflo und Michael Kremer.
- Kaushik Basu, indischer Ökonom an der Cornell University und Herausgeber des Oxford companion to economics in India, beklagt unter anderem den Rückzug der Demokratie als Folge der Globalisierung.[4]
- Esther Duflo, Abdul Latif Jameel Professorin für Entwicklungsökonomik am Massachusetts Institute of Technology und Co-Direktorin des Abdul Latif Jameel Poverty Lab (J-PAL), Empfängerin des Alfred-Nobel-Gedächtnispreis für Wirtschaftswissenschaften 2019 zusammen mit ihrem Ehemann Abhjit Banerjee und Michael Kremer.
- Chang Ha-joon, Südkoreaner, seit 2005 als Reader in the Political Economy of Developmentan der Universität Cambridge, veröffentlichte verschiedene Bücher zur Entwicklungspolitik, darunter: Kicking away the ladder. Policies and institutions for economic development in historical perspective (2002), das 2005 den Gunnar-Myrdal-Preis erhielt. Er vertritt die These, dass für begrenzte Zeit zum Schutz der Entwicklung eines unterentwickelten Landes auch protektionistische Maßnahmen gerechtfertigt sein können.
- Robert Kappel (geb. 1946), ehemaliger Präsident des German Institute of Global and Area Studies, Leibniz-Institut für Globale und Regionale Studien (GIGA), beschäftigte sich mit den Wachstumsbedingungen für kleine und mittelgroße Unternehmen (KMU) in Entwicklungsländern.
- Dani Rodrik, türkischer Ökonom und Professor an der Harvard-Universität ist ein prominenter Kritiker des Freihandels. In seinem Buch „Das Globalisierungs-Paradox“ (2011) postuliert er, dass Freihandel, Demokratie und Nationalstaatlichkeit miteinander unvereinbar seien – man müsse sich gegen eines der drei entscheiden.
- Jeffrey D. Sachs, US-amerikanischer Ökonom und seit 2002 Sonderberater der Millennium Development Goals, engagiert sich für weitgehenden Schuldenerlass für extrem arme Staaten und im Kampf gegen Krankheiten, insbesondere HIV/AIDS in Entwicklungsländern.
- Amartya Sen (geb. 1933), indischer Wirtschaftswissenschaftler und Wirtschaftsphilosoph, Professor der Wirtschaftswissenschaften an der Harvard University, Alfred-Nobel-Gedächtnispreis für Wirtschaftswissenschaften, befasst sich mit der Problematik der Armut und Fragen der  Wohlfahrtsökonomie. Er war maßgeblich an der Entwicklung des Index der menschlichen Entwicklung und verwandter Indikatoren beteiligt. Sein Werk „Poverty and Famines. An Essay on Entitlement and Deprivation“ erschien 1982. Sen wurde mit dem Buch Ökonomie für den Menschen. Wege zu Gerechtigkeit und Solidarität in der Marktwirtschaft, in dem er das Konzept des Capability Approaches (der Verwirklichungschancen) allgemeinverständlich darlegt, auch einem breiteren Publikum bekannt.
- Hernando de Soto (geb. 1941), peruanischer Ökonom, setzt sich vor allem mit Fragen des informellen Wirtschaftssektors auseinander. Sein wichtigstes Werk ist 1986 unter dem Titel El otro sendero erschienen.
- Paul Collier, Professor für Ökonomie und Direktor des Zentrums für afrikanische Ökonomien an der Universität Oxford, davor Leiter der Forschungsabteilung der Weltbank, schrieb das Buch: Die unterste Milliarde. Warum die ärmsten Länder scheitern und was man dagegen tun kann (Bundeszentrale für Politische Bildung, Bonn 2008).
- Joseph E. Stiglitz, US-amerikanischer Wirtschaftswissenschaftler, Alfred-Nobel-Gedächtnispreis für Wirtschaftswissenschaften, setzt sich in verschiedenen Schriften, darunter: Die Schatten der Globalisierung und Die Chancen der Globalisierung mit den Problemen der Globalisierung auseinander und fordert einen globalen Gesellschaftsvertrag.
- Erik Thorbecke (geb. 1929), Entwickler der Sozialrechnungsmatrix und der Foster-Greer-Thorbecke-Indizes zur Messung von regionaler Armut und regional ungleicher Einkommensverteilung
- Michael Todaro (geb. 1942), US-amerikanischer Wirtschaftswissenschaftler, Autor des wohl meistgenutzten Lehrbuches der Entwicklungsökonomie (Economic Development), erforschte insbesondere die Ursachen der Migration, die er in einem dynamischen Modell (Harris-Todaro-Modell) formuliert.
- Karl Wohlmuth (geb. 1942), österreichischer Wirtschaftswissenschaftler, beschäftigte sich mit den Bedingungen für Innovationen im Prozess der nachholenden wirtschaftlichen Entwicklung.

## Vorläufer
Als frühester Vorläufer der Entwicklungsökonomie kann der Merkantilismus des 17. Jahrhunderts angesehen werden, der Wachstum und nationalen Wohlstand mit der Steigerung des Außenhandelsüberschusses verknüpft, welcher durch Protektionismus gefördert werden sollte. Allerdings wurden hier die Kolonien nur als Rohstoffquellen und Absatzmärkte für Fertigwaren des Mutterlandes betrachtet. Alexander Hamilton kritisierte als erster den Protektionismus als Entwicklungshemmnis jeglicher Industrialisierung. In der Folge galt für den Mainstream der Ökonomen der Freihandel als Garant der Entwicklung. Als Vorläufer der Entwicklungsökonomie im engeren Sinne kann Colin Clark angesehen werden, der vorschlug, das Volkseinkommen als Indikator und Basis für internationale Vergleiche zu nutzen. Er entwickelte das Konzept des Wirtschaftswachstums, gemessen an der Wachstumsrate des Volkseinkommens. Das Problem der Entwicklung schwach entwickelter Länder und Regionen trat erst nach 1945 in den Fokus der Ökonomie.